# Sân vận động Quốc gia (Tanzania)
Sân vận động chính Quốc gia Tanzania (tiếng Anh: Tanzania National Main Stadium), còn được gọi là Sân vận động Mkapa (tiếng Anh: Mkapa Stadium), là một sân vận động đa năng ở Dar es Salaam, Tanzania. Sân mở cửa vào năm 2007 và được xây dựng liền kề với Sân vận động Uhuru, sân vận động quốc gia trước đây. Nơi đây tổ chức các trận đấu bóng đá lớn như Giải bóng đá Ngoại hạng Tanzania và các trận đấu trên sân nhà của đội tuyển bóng đá quốc gia Tanzania.
Với 60.000 chỗ ngồi, đây là sân vận động lớn thứ 11 ở châu Phi và là sân vận động lớn nhất ở Tanzania. Sân thuộc sở hữu của Chính phủ Tanzania. Sân vận động được xây dựng bởi Tập đoàn Kỹ thuật Xây dựng Bắc Kinh với chi phí 56 triệu USD.
Lượng khán giả kỷ lục đã được thiết lập trong trận derby đầu tiên giữa Simba S.C. và Young Africans S.C. tại sân vận động ở Dar es Salaam vào năm 2008. Cả hai câu lạc bộ chủ yếu có lượng khán giả thấp cho các trận đấu khác của họ.

## Lịch sử
Năm 2000, Tổng thống Benjamin Mkapa hứa sẽ xây dựng một sân vận động hiện đại trước khi kết thúc nhiệm kỳ vào năm 2005; nói rằng đất nước không có một đấu trường hiện đại thật đáng xấu hổ. Vào tháng 1 năm 2003, chính phủ thông báo đấu thầu xây dựng một sân vận động mới để thay thế cho Sân vận động Uhuru đã đổ nát. Bộ trưởng Thể thao Juma Kapuya nói rằng chính phủ đã đặt ngân sách 60 triệu đô la và 11 công ty đã đấu thầu cho dự án.
Năm 2004, Tập đoàn Vinci, một công ty của Pháp đã thắng thầu với giá thầu 154 triệu USD. Dưới áp lực từ tổ chức Bretton Woods, Tanzania miễn cưỡng từ bỏ dự án vì nước này đã nhận được khoản giảm nợ theo Chương trình các nước nghèo mắc nợ nhiều. Deborah Bräutigam trong cuốn sách Món quà của rồng: Câu chuyện có thật về Trung Quốc ở châu Phi viết, "Đối với tổ chức Bretton Woods, việc xây dựng một sân vận động hiện đại ở một quốc gia nghèo với thu nhập bình quân đầu người hàng năm là 330 đô la có vẻ giống như việc người La Mã xây Đấu trường La Mã mới với những người man di cắm trại bên ngoài tường thành."
Vào tháng 6 năm 2004, Bộ trưởng Ngoại giao Jakaya Kikwete đã ký một hợp đồng trị giá 56 triệu đô la với Chính phủ Trung Quốc, đã cung cấp khoản tài trợ khoảng 20 triệu đô la. Một quan chức Đại sứ quán Trung Quốc mô tả đây là một "dự án viện trợ đặc biệt". Tập đoàn Kỹ thuật Xây dựng Bắc Kinh đã được trao hợp đồng. Quỹ Tiền tệ Quốc tế phản đối rằng chi phí này đã không được đưa vào Đánh giá Chi tiêu Công hàng năm của đất nước đối với các nhà tài trợ lớn.
Vào tháng 6 năm 2006, Thủ tướng Trung Quốc Ôn Gia Bảo đã đến thăm công trường. Tờ Daily News đưa tin Tanzania đã đóng góp 25 tỷ Shilling Tanzania trong tổng chi phí 56,4 tỷ Shilling Tanzania. Vào tháng 9 năm 2007, sân vận động đã tổ chức trận đấu vòng loại Bảng 7 giữa Tanzania và Mozambique cho Cúp bóng đá châu Phi 2008. Sân vận động này cũng đã tổ chức trận đấu đầu tiên của đội EPL ở lục địa châu Phi khi Everton đấu với Gor Mahia của Kenya vào ngày 13 tháng 7 năm 2017.
Sân đóng vai trò là điểm kết thúc cho lễ rước đuốc Thế vận hội Mùa hè 2008 ở Dar es Salaam. Tanzania là điểm dừng chân duy nhất của ngọn đuốc trên lục địa châu Phi. Sân vận động được khánh thành bởi Chủ tịch Trung Quốc Hồ Cẩm Đào và Tổng thống Tanzania Jakaya Kikwete trong chuyến thăm cấp nhà nước của cựu lãnh đạo tới Tanzania vào tháng 2 năm 2009.
Sau vụ nổ tại Dar es Salaam năm 2011 tại một căn cứ quân đội, ít nhất 4.000 người đã tìm nơi trú ẩn tại sân vận động. Trung Quốc chính thức bàn giao giai đoạn I của khu liên hợp vào tháng 7 năm 2013. Sân vận động ở Dar es Salaam đã tổ chức các trận giao hữu với các đội bóng đáng chú ý trên thế giới như đội tuyển bóng đá quốc gia Brasil, Everton và Sevilla.

## Sân vận động
Sân có năm lối vào chính, một bãi đậu xe có sức chứa 600 xe, 114 camera quan sát, một phòng chờ VIP và một mái che có thể mở rộng.
Kích thước sân như được thiết kế cho bóng đá là 105 x 68 m.
Vào cuối tháng 7 năm 2020, sân vận động được đổi tên theo tên cố cựu chủ tịch Benjamin Mkapa.

## Mở rộng trong tương lai
Giai đoạn hai của dự án sẽ bao gồm việc xây dựng sân vận động trong nhà, sân khởi động và làng thể thao/trường cao đẳng.